# Ficus conraui
Espèce
Synonymes
- Ficus praticola Mildbr. & Hutch.[1]
- Ficus sessilis De Wild.[1]

Ficus conraui Warb. est une espèce de plantes de la famille des Moraceae et du genre Ficus, présente en Afrique centrale.

## Étymologie
Son épithète spécifique conraui rend hommage à Gustav Conrau, collecteur de plantes au Cameroun entre 1896 et 1899.